# Flanders no Inu
The Dog of Flanders (tiếng Nhật: フランダースの犬; Furandāsu no Inu; Chú chó vùng Flanders) là một bộ phim hoạt hình Nhật Bản năm 1997. Bộ phim sản xuất dựa trên loạt phim Dog of Flanders phát sóng trên đài Nippon Television trước đó. Cả hai phim này đều lấy cảm hứng từ cuốn tiểu thuyết A dog of Flanders của nhà văn Ouida.

## Nội dung
Nello là một cậu bé mồ côi sống cùng ông ngoại Jehann tại một ngôi làng nhỏ ở ngoại ô Antwerp. Hàng ngày, Nello giúp ông giao sữa từ nông trại vào thị trấn. Tuy nghèo, nhưng hai ông cháu luôn được mọi người trong làng quý mến. Một ngày nọ, trong lúc đi giao sữa, Nello vô tình chứng kiến Patrasche - một chú chó kéo xe, đang bị chủ đánh đập thậm tệ. Khi người chủ bỏ Patrashche lại, nó đã kiệt sức vì phải làm việc quá sức và bị bỏ cho đói khát. Nello cùng ông ngoại đưa Patrasche về chăm sóc và từ đó, chú chó luôn bên cậu như hình với bóng. Cậu rất thân thiết với Aloise - con gái của một gia đình giàu có trong vùng. Không muốn con gái mình kết giao với một kẻ nghèo khó, bố của Aloise là Cojez tìm mọi cách ngăn cản con gái mình gặp Nello. Dù vậy, mẹ của Aloise cho rằng Nello là một đứa trẻ ngoan và bà luôn tạo điều kiện cho hai đứa trẻ có cơ hội chơi cùng nhau. Nello thích vẽ và cậu tỏ ra rất có năng khiếu trong lĩnh vực này. Tuy vậy, vì gia cảnh nghèo khó nên thậm chí cậu còn không có đủ tiền để mua giấy vẽ. Cậu bé rất thích những bức tranh của Rubens được trưng bày trong nhà thờ Đức Mẹ Đồng Trinh Antwerp, thế nhưng trong số đó có hai bức hoạ chỉ được xem khi trả tiền.
Trong một lần vào Antwerp, người chủ cũ của Patrasche vô tình nhận ra và bắt nó về thay thế cho con chó kéo xe hiện tại của ông ta, vốn cũng đã kiệt sức vì bị ngược đãi. Bị phản kháng dữ dội bởi nhóm bạn thân của Nello, ông ta tìm đến tận nhà cậu bé và được ông Jehann trả chút tiền ít ỏi còn lại coi như mua đứt chú chó.
Sức khoẻ của ông Jehann ngày một giảm sút, Nello phải thay ông đi giao sữa. Một lần khác ghé thăm nhà thờ, Nello thấy bảng thông báo về cuộc thi vẽ tranh dành cho thiếu niên, giải thưởng là 200 franc cùng học bổng tại trường mỹ thuật. Nello đã nỗ lực hết mình để kiếm tiền mua giấy vẽ, hy vọng phần thưởng sẽ giúp mình và ông ngoại bớt khó khăn hơn. Thế nhưng khi cậu chưa kịp hoàn thành bài dự thi của mình thì ông ngoại cậu đột ngột qua đời. Để an ủi Nello, Aloise đã rủ cậu tới cối xay gió của gia đình mình ngắm nhìn phong cảnh lúc cối xay đổi hướng. Đêm đó, do sự tắc trách của Hans - người làm thuê cho ông Cojez, cối xay gió bị khô dầu và bốc cháy dữ dội. Dù đã nỗ lực hết sức để dập lửa, song dân làng đành phải nhìn cối xay gió cháy thành tro bụi. Hans nói rằng đã thấy Nello bước ra từ cối xay và vu cho Nello tội phóng hoả để trả thù vì ông Cojez ngăn cấm con gái ông ta chơi với cậu. Ông Cojez đổ toàn bộ sự phẫn nộ của mình lên đầu Nello, dân làng dù thương cậu bé nhưng không thể làm gì do phần lớn họ đều làm việc cho gia đình Cojez.
Kể từ sau vụ cháy, cuộc sống của Nello càng khó khăn hơn do dân làng không dám nhận cậu bé giao sữa nữa. Trong khi đó, ông Hans yêu cầu cậu bé phải dọn ra khỏi ngôi nhà đang thuê trước đêm Giáng sinh nếu cậu không đủ tiền để trả. Chiến thắng cuộc thi vẽ là hy vọng cuối cùng. Nello quyết định sẽ vẽ về ông ngoại và chú chó Patrasche của mình. Hạn nộp bài đã đến. Trong khi chấm điểm, các giám khảo đều đồng ý rằng bức tranh của Nello rất đẹp và họ cảm nhận được sự ấm áp do bức tranh mang lại. Thế nhưng một bức tranh khác được họ đánh giá cao hơn vì tác giả trẻ tuổi của nó lựa chọn đề tài tôn giáo - một đề tài rất khó và đang thịnh hành lúc bấy giờ. Kết quả là Nello không có tiền để trang trải cuộc sống, mọi hy vọng của cậu đã bị dập tắt. Trên đường về, Nello nhặt được một túi tiền và nhận ra đó là của ông Cojez. Cậu dắt Patrashche đến nhà Aloise để trả lại túi tiền, định rằng sẽ để chú chó ở lại và một mình rời đi. Khi ông Cojez trở về nhà trong âu sầu vì đánh rơi cả một gia tài, vợ ông cùng con gái Aloise đã kể lại câu chuyện của Nello. Ông tự trách bản thân vì đã hiểu lầm Nello, nhưng lúc này cậu bé đã rời khỏi từ lúc nào. Gia đình Cojez đổ đi tìm kiếm Nello, cùng lúc đó, một trong số các giám khảo cuộc thi vẽ tranh cũng đang tìm cậu bé. Vị giám khảo cho biết sẽ tài trợ toàn bộ chi phí cho Nello để cậu được phát huy năng khiếu hội hoạ của mình. Nhưng may mắn đã không mỉm cười với Nello. Không còn tiền, không còn nhà để về, cậu lê bước dưới đêm phủ đầy tuyết. Patrasche tìm thấy Nello trong nhà thờ. Đêm nay là Giáng sinh, khi mà bộ đôi bức tranh của danh hoạ Rubens được mở ra miễn phí. Nello nói với Patrasche rằng được ngắm nhìn bức tranh này là mong ước bây lâu nay, và giờ đây cậu đã hoàn toàn mãn nguyện. Cậu bé ôm chú chó của mình vào lòng, đã đến lúc nghỉ ngơi rồi. Đêm đó, ánh sáng chiếu rọi qua ô kính của tháp chuông nhà thờ, ba thiên thần nhỏ từ không trung sà xuống nơi mà Nello cùng Patrasche nằm nghỉ, ngụ ý rằng họ đã chết cóng trong nhà thờ, ngay phía dưới bức hoạ.
Nhiều năm sau, từ bỏ cuộc sống giàu có của mình, Aloise nay là một nữ tu sĩ. Cô dắt theo một đám trẻ tới thăm nhà thờ Đức Mẹ Đồng Trinh ở Antwerp và kể về Nello, một hoạ sĩ mà theo cô, còn xuất sắc hơn cả Rubens.

## Lồng tiếng
- Tsumura Makoto vai Nello
- Tange Sakura vai Aloise (lúc nhỏ)
- Yagi Kousei vai Jehan (ông ngoại của Nello)
- Suzuki Honami vai Aloise (trưởng thành)
- Toriumi Katsumi vai Paul (trưởng thành)
- Fuchizaki Yuriko vai Paul (lúc nhỏ)
- Hirano Masato vai Hans
- Morikawa Toshiyuki vai George (trưởng thành)
- Kamei Yoshiko vai George (lúc nhỏ)
- Sasaki Yuko vai mẹ Nello

## Đánh giá
Phim được đánh giá 7,3/10 dựa trên 256 đánh giá trên IMDb.